# Crots
Crots – miejscowość i gmina we Francji, w regionie Prowansja-Alpy-Lazurowe Wybrzeże, w departamencie Alpy Wysokie.

## Demografia
Według danych na rok 1990 gminę zamieszkiwało 670 osób, a gęstość zaludnienia wynosiła 12 osób/km². W styczniu 2015 r. Crots zamieszkiwało 1021 osób, przy gęstości zaludnienia wynoszącej 19 osób/km².